# Östra Visayas

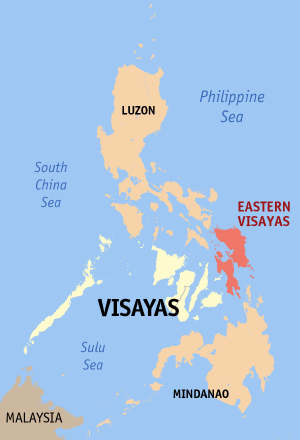
Östra Visayas läge.

Östra Visayas (region VIII) är en region i Filippinerna med 4 103 200 invånare (2006) och en yta på 21 431,6 km². Den består av de östligaste av Visayasöarna: Leyte, Samar och Biliran. 
Regionen består av de sex provinserna Biliran, Leyte, Norra Samar, Samar (Västra Samar), Södra Leyte och Östra Samar. Regionhuvudstaden är Tacloban City, en av de fyra städerna på Leyte. Calbayog City är en av landets äldsta städer och är en av två städer på Samar.
Invånarna talar huvudsakligen cebuano och waray-waray. På ön Capul i provinsen Norra Samar talas även inabaknon. På ön Biliran talas även sagul. Det är omtvistat om sagul är ett eget språk eller dialekt eller ej. Ordet betyder "blandat" och språkvarieteten består av en blandning av cebuano och waray-waray.